# Буйкевич, Александр Николаевич
Александр Николаевич Буйкевич (бел. Аляксандр Мікалаевіч Буйкевіч , род. 19 ноября 1984 года, Брест, Брестская область, Белорусская ССР, СССР) — белорусский фехтовальщик на сабле. Чемпион Европы, призёр чемпионатов мира и Европы, заслуженный мастер спорта Республики Беларусь.

## Биография
Александр Буйкевич родился 19 ноября 1984 года в Бресте, в 1998 году начал заниматься фехтованием. В 2002 году Александр дебютировал на международных соревнованиях.
Первых серьёзных результатов белорусский саблист добился на чемпионате Европы в 2007 году, когда он выиграл серебряную медаль в командном первенстве. В следующем году Александр стал чемпионом Европы в личном турнире, а в составе команды завоевал «бронзу». После удачных выступлений на чемпионатах Европы белорусский фехтовальщик вошёл в состав на Олимпийские игры в Пекине. На Олимпиаде Александр выступил хорошо: в личном турнире он добрался до четвертьфинала, где проиграл румыну Михаю Ковалиу всего два очка за выход в полуфинал, а в командных соревнованиях белорусская команда проиграла в четвертьфинале итальянцам.
Через три года после Олимпиады в Китае Александр смог выиграть одну из самых главных медалей в его карьере. На предолимпийском чемпионате мира он стал вице-чемпионом в командной сабле. А в 2012 году за месяц до Олимпийских игр белорусский фехтовальщик выиграл «бронзу» европейского чемпионата. Александр принял участие в Олимпийских играх в Лондоне. На этот раз белорус проиграл уже в 1/8 финала в личном турнире, а командном первенстве он потерпел обидное поражение в четвертьфинале, когда команда Белоруссии уступила итальянской сборной лишь одно очко в борьбе за выход в 1/2 финала.
Следующий олимпийский цикл белорусский фехтовальщик провёл не лучшим образом: на важных международных стартах он не поднимался на пьедестал, останавливался в шаге от борьбы за медали. Но всё же Александр отобрался на свою третью Олимпиаду в Рио-де-Жанейро в личном первенстве саблистов, став единственным представителем своей страны на Играх в Рио в турнире по фехтованию.

## Лучшие результаты

### Чемпионаты мира
- Серебро — чемпионат мира 2011 года (Катания, Италия) (команды)

### Чемпионаты Европы
- Золото — чемпионат Европы 2008 года (Киев, Украина)
- Серебро — чемпионат Европы 2007 года (Гент, Бельгия) (команды)
- Бронза — чемпионат Европы 2008 года (Киев, Украина) (команды)
- Бронза — чемпионат Европы 2012 года (Леньяно, Италия)

## Награды
- Заслуженный мастер спорта Республики Беларусь (2012)[11].